# ديسومورفين
ديسومورفين Desomorphine (دي هايدرو ديسوكسي مورفين ، الاسم والعلامة التجارية السابقة Permonid، اسم الشارع krokodil) هو مشتق من المورفين مع قوة عالية، سريع المفعول الأثر الأفيوني، مثل تخدير ومسكن. تم تصنيعه لأول مرة في عام 1932 وحصل على براءة اختراع في عام 1934، التمساح Krokodil هو الاسم الشائع لديسومورفين منزلي الصنع المترافق مع العديد من المنتجات السامة، وهو منتشر في روسيا وألمانيا وبلاد أوروبية أخرى، يتسبب بالعديد من الوفيات، ويلحق أضرار في الجسم كتلف الأنسجة والتهاب الأوردة وغرغرينا، وقد يتطلب الأمر بتر الأطراف عند المدمنين عليه. من المسكنات الأفيونية «ديزومورفين»، بسبب الآثار الجانبية التي يتسبب بها لدى المدمنين، إذ يؤدي إلى تقشر جلد الجسم، الذي يميل لونه إلى الأخضر أو الأسود.
- الصيغة الكيميائية: C17H21NO2
- الاسم العلمي وفقاً لـIUPAC :

4,5-α-epoxy-17-methylmorphinan-3-ol الأسماء الأخرى: Desomorphine, Dihydrodesoxymorphine, Permonid الكتلة المولية: 271.354 غ/مول

## الاستعمال الطبي
مضاهي أفيوني، له تأثير مهدئ ومسكن للألم، وهو أقوى بـ 8 - 10 مرات من المورفين. تم استخدامه سابقا في سويسرا وروسيا لعلاج الآلام الحادة؛ لسنوات عديدة حتى عام 1981، عندما تم إنهاء استخدامه، على الرغم من ذلك كان يستخدم لعلاج شخص واحد في برن سويسرا يعاني من مرض نادر. الدواء هو مخدر في الجدول الأول من المواد الخاضعة لمراقبة القانون 1970 من الولايات المتحدة مخدر رقم (ACSCN) 9055. ولذلك يخضع للمحاصصة التصنيعية الكلية السنوية في الولايات المتحدة، وفي 2014 كانت حصة لديزومورفين 5 جرام

## مسؤولية إساءة استعمال
وتعرض موضوعات اختبار ديزومورفين عند التعاطي. اكتمال الاختبارات على المواد الحيوانية حقق نتائج على النقيض من ذلك ديزومورفين إلى ديسوكسي مورفينمقارنة مع ديسوكسي مورفين، وأظهرت النتائج زيادة سمية.

## التحضير
مشتق من المورفين بحذف مجموعة 6-هيدروكسيل وإرجاع الرابطة المضاعفة 7,8.

تخليق ديزومورفين من الكودين

أما الطريقة التقليدية تبدأ من α-chlorocodide (الذي نحصل عليه من تفاعل ثيونيل كلوريد + كودئين)، وبوجود محفز مرجع ينتج ديهيدرو ديزوكسي كودئين، وبنزع ميثيل ينتج لدينا ديسمورفين.

## الحرائك الدوائية
له بدء تأثير سريع، ومدة تأثير قصيرة.

## التأثيرات الجانبية
قليلة وتشمل: غثيان، تثبيط تنفسي.